# Comment fabriquer un monstre
Pour plus de détails, voir Fiche technique et Distribution.
Comment fabriquer un monstre (How to Make a Monster) est un téléfilm américain réalisé par George Huang, diffusé en 2001.

## Synopsis
Une société de jeux vidéo doit sortir sa nouvelle production, Evilution. Elle n'a que peu de temps face aux concurrents ; sont alors recrutés trois informaticiens de génie qui, à l'aide d'une stagiaire beaucoup plus compétente qu'on ne le croit, créent un jeu vraiment effrayant. Alors qu'un court-circuit se produit, l'invraisemblable arrive : le monstre du jeu serait bien réel...

## Fiche technique
- Titre : Comment fabriquer un monstre
- Titre original : How to Make a Monster
- Réalisateur : George Huang
- Scénario : George Huang
- Production : Stan Winston, Lou Arkoff et Colleen Camp
- Musique : David Reynolds
- Image : Steven Finestone
- Montage : Daniel Kahn et Kristina Trirogoff
- Décors : Jerry Fleming
- Date de sortie : 14 octobre 2001 aux États-Unis

## Distribution
- Clea DuVall : Laura
- Steven Culp : Drummond
- Tyler Mane : Hardcore
- Jason Marsden : Bug
- Karim Prince : Sol
- Julie Strain : Julie
- Colleen Camp : Faye Clayton

## Commentaires
George Huang parsème son film de références aux films fantastiques ou d'horreur : sur un mur, on trouve les affiches de Evil Dead et de la série Les Contes de la crypte (qui est de nouveau citée par le biais d'un jeu d'arcade). Julie Strain, connue pour avoir été la voix de l'héroïne du film Heavy Metal - F.A.K.K. 2, s'autoparodie ici avec beaucoup d'humour.